# Samoëns
Samoëns là một xã ở tỉnh Haute-Savoie thuộc vùng Auvergne-Rhône-Alpes đông nam Pháp.